# Kula (Zvečan)
Pour les articles homonymes, voir Kula et Koula.
Kula en serbe latin et Kullë en albanais (en serbe cyrillique : Кула) est une localité du Kosovo située dans la commune/municipalité de Zvečan/Zveçan, district de Mitrovicë/Kosovska Mitrovica. Selon des estimations de 2009 comptabilisées pour le recensement kosovar de 2011, elle ne compte plus aucun habitant.

## Démographie

### Évolution historique de la population dans la localité
| 1948 | 1953 | 1961 | 1971 | 1981 | 1991 | 2009 |
| ---- | ---- | ---- | ---- | ---- | ---- | ---- |
| 19   | 20   | 31   | 12   | 9    | 35   | 0    |

|  |